# João Garcia de Sousa
D. João Garcia de Sousa (c.1220 – antes de junho de 1254) “o Pinto” foi um nobre do Reino de Portugal e senhor de Alegrete. 
Aparece documentado pela primeira vez na corte de Sancho II de Portugal a partir de 1239, tendo colaborado na reconquista do Alentejo. Poderá ter recebido, nessa altura, o senhorio de Alegrete como recompensa pelo apoio prestado. Tal como os seus irmãos, também apoiou a subida ao trono de Afonso III de Portugal, sendo rico-homem da sua corte com o exercício de várias tenências (ver caixa lateral). Em data desconhecida, João Garcia ficou ao cargo de uma inquirição relativa aos limites de um reguengo no julgado de . 
Para além do senhorio de Alegrete, teve algumas honras na região de Lamego, possivelmente por via matrimonial.
Faleceu antes de junho de 1254, foi sepultado no Mosteiro de Tarouca, tal como a sua mulher.

## Relações familiares
Foi filho de D. Garcia Mendes II de Sousa (1175 - 29 de Abril de 1239) e de Elvira Gonçalves de Toronho (1180 – 16 de Janeiro de 1245) filha de Gonçalo Pais de Toronho  e de Ximena Pais. Casou com Urraca Fernandes II de Lumiares, filha de Fernão Pires de Lumiares e de Urraca Vasques de Bragança, de quem teve:
1. D. Estevão Anes de Sousa (1240 -entre maio e dezembro de 1272) senhor de Pedrógão casado com D. Leonor Afonso, filha de D. Afonso III de Portugal, Rei de Portugal,
2. D. Aldara Anes de Sousa, casou com Gomes Rodrigues Giron,
3. D. Elvira Anes de Sousa, casou por duas vezes, a primeira com Guterre Suarez de Menezes  e a segunda com Soeiro Gonçalves Pinto,
4. D. Maria Anes de Sousa (m. depois de 1287), referida como abadessa no Mosteiro do Lorvão entre 1282 e 1287,
5. D. Sancha Anes de Sousa (m. antes de fevereiro de 1282), monja no Mosteiro do Lorvão